# Municipio de Santa María Huazolotitlán
El municipio de Santa María Huazolotitlán (Significa "Lugar de Guajolotes", etimología "Huexlotl": guajolote y "Titlán": lugar de) es uno de los 570 municipios perteneciente al distrito 21 de Santiago Jamiltepec, del estado mexicano de Oaxaca. Su cabecera es la localidad de Santa María Huazolotitlán.
Se localiza en la región de la costa del estado, en las coordenadas 97°55' longitud oeste, 16°18' latitud norte y a una altitud de 290 metros sobre el nivel del mar. 
El municipio limita al norte con el municipio de San Andrés Huaxpaltepec; al sur con el Océano Pacífico; al oriente con el municipio de Santiago Jamiltepec; al poniente con el municipio de Santiago Pinotepa Nacional.
Su distancia aproximada a la capital del Estado es de 340 kilómetros.

## Historia
La palabra HUAZOTITLAN  significa en náhuatl  "lugar de huajolotes" huexolotl, pavo ,huajolote.,titlan lugar de. La fundación  del pueblo se debe a la existencia  de aguajes y manantiales en la zona  que indican los cuatro puntos cardinales. 
Estos aguajes permitieron inicialmente el cultivo de moreda y gusanos de seda.
Existen  relaciones geográficas de este lugar que en el siglo  XVI  había tan solo 4 familias de españoles, 500 mulatos, y 600 indígenas. En la época de la revolución  Mexicana el pueblo tuvo una destacada participación,  coincidiendo con las ideas del general Emiliano Zapata. Posteriormente  el general  Venustiano Carranza instaló  un cuartel en esta población. 
Resulta difícil datar la fecha de la construcción del templo de manera específica,  únicamente existen crónicas que aseguran que los archivos de la población  fueron quemados en época  de la revolución. Como referencias importantes  se tienen  las fechas  inscritas  sobre las campanas  del templo.,la campana más antigua data de 1781 y existen otras 2  de 1802 y 1818 respectivamente. 
La memoria administrativa realizada en 1883, en lo que corresponde  a la jefatura  política  del distrito de Jamiltepec., describe que la parroquia de Santa María  Huazolotitlán  para ese año "Tiene una iglesia  de ladrillo  y teja, de arquitectura común,  pero muy espaciosa. Una casa curatal inmediata a la iglesia por corredores de pilares, todo de adobe y tejas"
Otro elemento importante que contribuye a ubicar históricamente la fundación del templo es una columna situada frente la portada norte que contuvo un reloj de sol y que sobre su fuste se lee la siguiente descripción:
"El día 8 de marzo de 1855 se puso este reloj de sol por el señor coronel José María  Morelos, político y militar del distrito de Jamiltepec,  siendo cura de esta parroquia  el B.R Francisco Joaquín Gallegos. 

## Fiestas y costumbres
Una de las costumbres de la comunidad es el pedimento de lluvia el donde la comunidad se reúne en el templo católico para ir a "Cerro Grande" para hacer una oración y agradecr a Dios, este ritual se ha llevado a cabo desde tiempos prehispánicos en donde participan indígenas negros y mestizos.
La otra costumbre es ir a recoger las ánimas (almas) del panteón municipal y llevarlas a la iglesia para que los muertos puedan reunirse con sus familiares, llevándolas de nuevo al panteón el día 2 de noviembre.

En cuanto a las festividades, existen dos cuyos eventos son anuales: el primero es el inicio de la cuaresma o primer viernes en donde junto con el carnaval tradicional la comunidad celebra la primera semana de cuaresma.
La otra festividad anual se celebra el día 15 de agosto en honor a la Virgen de la Asunción (patrona de la comunidad).
La comunidad también celebra fiestas religiosas como Navidad, Día de muertos, Día de Reyes, Semana Santa, entre otros.

### Danzas
En la comunidad se bailan las siguientes danzas:
danza de los tejorones: Una danza que se remonta en los tiempos coloniales que se baila en los días de carnaval.
danza de la tortuga: Una danza que se baila en las mayordomías importantes de la comunidad tomando referencia a los mitos mixtecos.
danza de moros y cristianos: Esta danza narra los sucesos de la guerra entre cristianos y musulmanes, se ha ido perdiendo en la comunidad pero también se ha empezado a recuperar.
danza de los chareos: Esta danza es la variante de los moros y cristianos se baila al inicio de la celebración anual del 15 de agosto.
danza de los plumudos: Esta danza se baila en varias comunidadea teniendo cada una sus variaciones, se bailan en festividades importantes.
danza de las mascaritas: Esta danza se baila en las comunidades colindantes con varias variantes se baila en mayordomías de la comunidad.

## Toponimia
La lengua principal de este lugar era el mixteco, y su nombre en este idioma es Ñuu Tye'nde ( Ñuu, es tierra o pueblo y Tye'nde es guajolote, Tierra de guajolotes).
Sin embargo la conquista, y la posterior colonización española, muchos nuevos enclaves recibieron topónimos basados en el español y a otros se le añadieron al nombre prehispánico algún antropónimo español. ("Santa María de la Asunción" en el caso de esta población).
Los españoles se sirvieron ampliamente de hablantes de náhuatl para sus propósitos, por lo que el náhuatl se convertiría en lingua franca de la región, usandose en topónimos de nueva creación o para renombrar a los pueblos ya existentes, que tenían el nombre en otra lengua mesoamericana distinta al Náhuatl.
Huazolotitlan es un ejemplo de topónimo de origen náhuatl, en un lugar donde antes de la conquista no se habló náhuatl o no era la lengua principal, ( "Lugar de Guajolotes", etimología "Huexlotl": guajolote y "Titlán": lugar de).